# Девайн, Шон
Шон Томас Девайн (англ. Sean Thomas Devine; род. 6 сентября 1972, Луишем, Англия) — ирландский футболист, выступал на позиции нападающего, в настоящее время тренер.

## Биография

### Футбольная карьера
Он начал свою карьеру в «Миллуолл». В 1992 году он отправился в аренду в «Уокинг», затем выступал в «Бромли» и в «Фишер Атлетик», а летом 1995 года переехал на Кипр, чтобы играть за «Анортосис». Четыре месяца спустя он вернулся в Англию и подписал контракт с «Барнет».
Дивайн был лучшим бомбардиром «Барнет» в течение трех сезонов, а в 1996 году ему предложили перейти в клуб «Вест Хэм Юнайтед». Однако громкий трансфер был отменен после того, как у него начались проблемы с пахом и грыжей, из-за которых он выбыл из строя на восемь месяцев. В том сезоне Дивайн забил 16 голов до Рождества и вернулся в строй только после периода реабилитации летом 1997 года. Дивайн продолжал забивать голы за «Барнет» и сумел побить клубный рекорд по количеству забитых мячей в лиге, но предполагаемая ссора с главным тренером Джоном Стилом все же поставила крест на его будущем в клубе.
В апреле 1999 года, после успешного пребывания в клубе на правах аренды, Дивайн подписал контракт с «Уиком Уондерерс» за 200 000 фунтов стерлингов. В том сезоне он забил восемь голов в 12 матчах чемпионата, что стало важным фактором, позволившим «Уиком» в избежать вылета в сезоне 1998/99. Дивайн также установил клубный рекорд «Уиком» по количеству голов за один сезон, забив 23 гола в сезоне 1999/2000. Однако из-за травмы колена он пропустил весь сезон 2000/01, и после этого ему не удалось вернуть свою прежнюю форму бомбардира в клубе. Дивайн остался еще на два года и стал рекордсменом «Уикома» по забитым голам за все время, этот рекорд он установил уже для двух клубов. В сезоне 2002/03 Дивайн впал в немилость у главного тренера «Уиком» Лори Санчеса, и это привело к тому, что игрок попросил о переходе из клуба в «Эксетер Сити» за 70 000 фунтов стерлингов.
В январе 2005 года Дивайн был капитаном «Эксетер Сити» в матче третьего раунда Кубка Англии против «Манчестер Юнайтед» на Олд Траффорд, в котором его команда сумела добиться ничьей 0:0. После этого сезона Дивайн покинул Англию и подписал контракт с «Нью Зиланд Найтс», сыграв всего семь матчей, прежде чем клуб был расформирован в январе 2007 года. До завершения карьеры футболиста провёл сезон в «Метро».

### Тренерская карьера
Работал ассистентом, а позднее и главным тренером в «Кентербери Юнайтед». В дальнейшем работал в клубах низших дивизионов Ирландии и Англии.